# Кондуит и Швамбрания
«Кондуи́т и Швамбра́ния» — автобиографическая повесть советского писателя Льва Кассиля. Написана в 1928—1931 годах, переработана и издана в новой редакции в 1955 году. Состоит из двух частей — «Кондуит» и «Швамбрания».

## Сюжет
Двое детей из докторской семьи из Покровска — Лёля и Оська (их прототипами стали соответственно сам Лев Кассиль и его брат Иосиф) — придумывают воображаемую страну Швамбранию. Эта страна находится в Тихом океане и по размерам сравнима с Австралией. Швамбрания — настоящий рай для любителей приключений, отважных мореходов и исследователей, она воплощает все детские фантазии, навеянные книгами Жюля Верна и Фенимора Купера, а также реальностью России начала XX века. Дети дают своим героям имена из названий лекарств и других торговых марок (например, Бренабор, Беф Строганов, Уродонал), что порождает множество смешных ситуаций. К примеру, одну из знаменитых красавиц Швамбрании они назвали «Каскара Саграда» в честь пилюль от запора.
С поступлением Лёли в гимназию «швамбраны» сталкиваются с суровой реальностью. В гимназии строгие нравы, за малейшее нарушение учеников наказывают, а имя провинившегося вписывают в страшную книгу директора — Кондуит. Но и здесь Лёля находит хороших друзей, среди которых — Стёпка по прозвищу Атлантида, такой же мечтатель, как он сам.
Революция переворачивает маленький мирок Покровска. Отныне дети учатся в единой трудовой школе (ЕТШ), куда переходят и девочки, и ученики из Высшего Начального Училища — ВНУ, прозываемые «внучка́ми». Старые гимназисты под предводительством хулигана Биндюга охотятся на внучков и всех, кто им симпатизирует. Новый конфликт вспыхивает, когда учителем истории становится анархист Кириков. Он почти ничему не учит детей, и лодырям это нравится; когда же «доброго» учителя увольняют, на его защиту становится всё тот же Биндюг с шайкой. Стёпка Атлантида становится вожаком более прогрессивных учеников, и Лёля склоняется на его сторону.
В самой Швамбрании зеркально отражаются события реальности: капитан Арделяр Кейс, персонаж Лёли и Оськи, совершает революцию и свергает тиранию царя Бренабора. Швамбрания вслед за Россией становится свободной республикой.
Война, голод и разруха заставляют детей взрослеть быстрее. Лёля помогает комиссару Чубарькову налаживать жизнь в Покровске. Для игр в Швамбранию остаётся все меньше времени и места. Лёля и Оська выбирают для этого развалины старого дома, где ненароком обнаруживают Кирикова, варящего самогон. Подслушав их игры, бывший учитель называет свою бурду «эликсиром Швамбрания», опошлив святое для детей слово. Лёля и Оська решают торжественно похоронить Швамбранию, пока её не испортил внешний мир, и предлагают Чубарькову и товарищам разобрать «Швамбранию» — заброшенный дом — на дрова.

## История и разночтения в переизданиях
Повесть «Кондуит и Швамбрания», объединившая два ранее отдельных автобиографических произведения, была опубликована в 1935 году. Высоко оценённая читателями, она была переиздана в 1936 и 1937 годах, после чего наступил двадцатилетний перерыв, вызванный тем, что один из её главных героев — брат автора, Иосиф Кассиль (Оська) — был в январе 1938 года расстрелян по обвинению в участии в троцкистской террористической организации (реабилитирован в 1956 году). В конце 1940-х годов, когда велась кампания «борьбы с космополитизмом», повесть Кассиля подверглась идеологическим нападкам (одна из критических статей называлась «Это не нужно детям»).

В 1957 году переработанная версия повести была опубликована в Москве и Петрозаводске, с тех пор книга многократно переиздавалась в этой новой версии. Сравнение версий показывает, что из первоначального текста были вычеркнуты множество фрагментов и даже целые главы. Были, в частности, удалены все ссылки на Республику немцев Поволжья и на её немецких обитателей (город Покровск, позднее названный Энгельс, был столицей этой республики). В новой версии также стало заметно меньше упоминаний о евреях. Наконец, были вычеркнуты или сглажены идеологически сомнительные места, например, слова Стёпки: 
«Интеллигент! Хороших да плохих не бывает. Наши бывают, чужие бывают. Красные  бывают, белые бывают. Пролетариат — бывает, буржуазия — бывает»
 По мнению литературоведа С. Б. Борисова, большинство правок были вызваны требованиями советской цензуры, а не творческими желаниями автора.

## Влияние
Книга была экранизирована в 1935 году (художественный фильм «Кондуит», режиссёр Борис Шелонцев) и в 1981 году (телевизионный спектакль «Страницы кондуита», режиссёр Глеб Селянин, в ролях: Юрий Овсянко, Владимир Особик.)
В 1977 году вышла пластинка (инсценировка по мотивам повести) «Швамбрания». Фирма «Мелодия» LP 33 М50-39475-76. Озвучивание: В. Абдулов, В. Якут, М. Корабельникова, Т. Курьянова, Э. Кирилова.
В доме-музее Льва Кассиля в городе Энгельсе (адрес: улица Льва Кассиля 42) есть экспозиция, посвящённая Швамбрании. Ежегодно в день рождения Льва Кассиля, 10 июля, музей проводит праздник-карнавал «Виват, Швамбрания!»
На улице Льва Кассиля между домами 25 и 27А находится сквер Швамбрания. На стене, ограждающей сквер, нарисованы: портрет Льва Кассиля, герб и карта Швамбрании. В сквере установлен памятник Швамбрании: его внешний вид повторяет бумажный кораблик (в реальности кораблик создан из листового металла, покрашен белой краской, а чёрной на нём написаны цитаты из книги «Кондуит и Швамбрания».
В честь Швамбрании назван астероид (2149) Швамбрания, открытый в 1977 году советским астрономом Николаем Черных в Крымской обсерватории.
Фреска «Швамбрания» ранее находилась на стене Новой Набережной города Саратова.
- Кораблик вид на правый борт
- Кораблик вид на левый борт
- Сквер Швамбрания (г. Энгельс)